# Isola di Vulcano
Isola di Vulcano este o arie protejată (arie specială de conservare — SAC, sit de importanță comunitară — SCI) din Italia întinsă pe o suprafață de 1.608 ha, integral pe uscat.

## Localizare
Centrul sitului Isola di Vulcano este situat la coordonatele 38°24′02″N 14°57′53″E / 38.400556°N 14.964722°E.

## Înființare
Situl Isola di Vulcano a fost declarat sit de importanță comunitară în septembrie 1995 pentru a proteja 1 specie de plante și 47 de specii de animale. Situl a fost protejat și ca arie specială de conservare în decembrie 2015.

## Biodiversitate
Situată în ecoregiunea mediteraneană, aria protejată conține 15 habitate naturale: Tufărișuri termo-mediteraneene și de pre-deșert, Câmpuri de lavă și excavații naturale, Pante stâncoase calcaroase cu vegetație casmofită, Pășuni mediteraneene udate de apa mării (Juncetalia maritimi), Lagune de coastă, Vegetație anuală la limita mareei, Dune mobile cu vegetație embrionară, Păduri de Quercus ilex și Quercus rotundifolia, Recifuri, Dune cu vegetație ierboasă Malcolmietalia, Peșteri marine scufundate complet sau parțial, Grohotișuri termofile și vest-mediteraneene, Formațiuni scunde de Euphorbia în apropierea falezelor, Pseudostepă cu ierburi și specii anuale de Thero-Brachypodietea, Tufărișuri halofile mediteraneene și termo-atlantice (Sarcocornetea fruticosi).
La baza desemnării sitului se află mai multe specii protejate:
- plante (1): Cytisus aeolicus
- păsări (44): ciocârlie-de-câmp (Alauda arvensis), pescăruș albastru (Alcedo atthis), rață sulițar (Anas acuta), rață mare (Anas platyrhynchos), fâsă-de-câmp (Anthus campestris), stârc galben (Ardeola ralloides), șorecar mare (Buteo rufinus), ciocârlie-cu-degete-scurte (Calandrella brachydactyla), bătăuș (Calidris pugnax), Calonectris diomedea, barză albă (Ciconia ciconia), erete de stuf (Circus aeruginosus), erete vânăt (Circus cyaneus), erete alb (Circus macrourus), porumbel (Columba livia), cioară neagră (Corvus corone), prepeliță (Coturnix coturnix), egretă mică (Egretta garzetta), Eudromias morinellus, Falco eleonorae, Falco naumanni, șoim călător (Falco peregrinus), muscar-gulerat (Ficedula albicollis), lișiță (Fulica atra), cocor (Grus grus), piciorong (Himantopus himantopus), sfrâncioc roșiatic (Lanius collurio), Larus michahellis, ciocârlie de pădure (Lullula arborea), gaia neagră (Milvus migrans), stârc de noapte (Nycticorax nycticorax), viespar (Pernis apivorus), coțofană (Pica pica), Puffinus yelkouan, sitar de pădure (Scolopax rusticola), guguștiuc (Streptopelia decaocto), turturică (Streptopelia turtur), graur (Sturnus vulgaris), silvie de tufiș (Sylvia undata), fluierar de mlaștină (Tringa glareola), mierlă (Turdus merula), sturz-cântător (Turdus philomelos), sturzul de vâsc (Turdus viscivorus), nagâț (Vanellus vanellus)
- mamifere (2): liliac cu urechi de șoarece (Myotis blythii), liliacul mare cu potcoavă (Rhinolophus ferrumequinum)
- reptile (1): țestoasă bănățeană (Testudo hermanni)

Pe lângă speciile protejate, pe teritoriul sitului au mai fost identificate 45 de specii de plante, 34 de specii de păsări, 3 specii de mamifere, 39 de specii de nevertebrate, 5 specii de reptile.